# Хасан Едип паша
Хасан Едип (Адиб) паша (на турски: Hasan Edip (Adib) Paşa) е османски офицер и чиновник.

## Биография
Роден е в 1834 година. Валия е на Йемен и командир на Седма армия от юни (или от април) до декември 1891 година. От юни 1896 до юли 1898 година е валия на Шкодра.
От декември 1901 до януари 1903 година е валия на Битолския вилает.
Умира в 1904 година.